# Kyrre Hellum
Kyrre Hellum (29 november 1973) is een Noors film- en televisieacteur. Hij leerde in 1999 acteren op de Nationale Theateracademie. Hellum maakte in 2001 zijn televisiedebuut in 2001 in de televisieserie Fox Grønland, waarin hij in één aflevering Leif Halvorsen speelde. Hellum maakte zijn filmdebuut in hetzelfde jaar in de film Amatørene, waarin hij een journalist speelde. Na deze twee rollen bleef hij inactief tot 2005, toen hij in één miniserie en twee films speelde. Hellum bleef toen weer inactief tot 2008. In 2010 werd hij genomineerd voor een Amanda award in de categorie beste mannelijke bijrol voor zijn rol als Fido in de film Tomme tønner. Hellum speelde tevens in het tweede deel van deze film, dat in 2011 uitkwam.
In 2012 speelde Kyrre Hellum in vijf afleveringen van de televisieserie Lilyhammer politieagent Geir "Elvis" Tvedt. Zijn personage werd in de serie vermoord, waardoor hij de serie verliet.